# Manifiesto GNU
El Manifiesto GNU fue escrito por Richard Stallman y fue publicado en marzo de 1985 en Dr. Dobb's Journal of Software Tools como una explicación y definición de las metas del Proyecto GNU, para llamar a la participación y obtener apoyo. Es considerado por muchos en el movimiento del software libre como una fuente filosófica fundamental. El texto completo se incluye con el software GNU, como Emacs, y está disponible en la web. En los primeros años tuvo pequeñas actualizaciones que justificaban su desarrollo, pero desde 1993 no ha sido modificado. Los puntos principales que recoge dicho manifiesto son:

### ¿Qué es GNU? ¡GNU No es Unix!
Es el nombre de un sistema de software completamente compatible con Unix para poder compartirlo libremente a quien quiera utilizarlo. Para ello son muy necesarias las contribuciones en tiempo, dinero, programas y equipamiento. GNU será capaz de ejecutar programas de Unix, pero no será idéntico a Unix. Se harán todas las mejoras que sean convenientes y estén basadas en la experiencia con otros sistemas operativos.

### Por qué debo escribir GNU
"Si te gusta un programa debes compartirlo con otras personas que les guste también". Esta afirmación toma como eje fundamental la solidaridad en la compartición de software con todo el mundo, evitando firmar acuerdos de confidencialidad  o acuerdos de licencia software.

### Por qué GNU será compatible con Unix
Las características esenciales de Unix son buenas además de facilitar la adopción por parte de los usuarios.

### Cómo estará disponible GNU
Todo el mundo tendrá permiso para modificar y redistribuir GNU, pero a ningún distribuidor se le autorizara distribuir modificaciones privativas.

### Por qué muchos programadores quieren colaborar
Se fomenta la amistad entre programadores, que es la base del proyecto GNU. 

### Cómo colaborar
Se puede colaborar en el ámbito del software con la lista de proyectos prioritarios y la lista se busca ayuda, la lista general de tareas para paquetes software de GNU. Para colaborar de otras formas se puede consultar la guía para colaborar con el Proyecto GNU.

### Por qué se beneficiarán todos los usuarios de computadoras
Todo el mundo podrá obtener un buen sistema de software libre, el código fuente estará disponible para todos y cualquier persona que quiera modificarlo, podrá hacerlo. Nadie es el propietario del código, sino que es de todos "Copiar todo o parte de un programa es tan natural para un programador como respirar, además es productivo. Debería ser libre".

### Algunas objeciones, fácilmente rebatibles, a los objetivos de GNU
Por último hay un apartado de respuesta a objeciones como «Hay que cobrar por el programa para pagar por el servicio de asistencia», «¿No merecen los programadores una recompensa por su creatividad?» o «La competición hace que las cosas se hagan mejor». estas respuestas y muchas otras quedan recogidas en el manifiesto GNU.